# Setanta Sports Cup 2009-2010
La Setanta Sports Cup 2009-2010 è stata la 5ª edizione della competizione contesa da squadre irlandesi e nordirlandesi.
La finale si è disputata sabato 15 maggio 2010 al Tallaght Stadium tra St Patrick's Athletic e Bohemian.

## Fase a gruppi

### Gruppo 1
| Squadra      | G | V | N | P | GF | GS | DF | Pti |
| ------------ | - | - | - | - | -- | -- | -- | --- |
| Sligo Rovers | 4 | 3 | 1 | 0 | 11 | 4  | +7 | 10  |
| Cork City    | 4 | 1 | 1 | 2 | 3  | 8  | -5 | 4   |
| Cliftonville | 4 | 1 | 0 | 3 | 5  | 7  | -2 | 3   |

- Sligo Rovers qualificato alle semifinali.

### Gruppo 2
| Squadra   | G | V | N | P | GF | GS | DF | Pti |
| --------- | - | - | - | - | -- | -- | -- | --- |
| Bohemians | 4 | 2 | 2 | 0 | 6  | 3  | +3 | 8   |
| Glentoran | 4 | 1 | 2 | 1 | 5  | 5  | 0  | 5   |
| Coleraine | 4 | 0 | 2 | 2 | 3  | 6  | -3 | 2   |

- Bohemians qualificato alle semifinali.

### Gruppo 3
| Squadra               | G | V | N | P | GF | GS | DF | Pti |
| --------------------- | - | - | - | - | -- | -- | -- | --- |
| Linfield              | 4 | 2 | 2 | 0 | 6  | 2  | +4 | 8   |
| St Patrick's Athletic | 4 | 1 | 2 | 1 | 5  | 3  | +2 | 5   |
| Derry City            | 4 | 0 | 2 | 2 | 2  | 8  | -6 | 2   |

- Linfield e  St Patrick's qualificate alle semifinali.[1]

## Semifinali
| Squadra 1             | Totale | Squadra 2    | Andata | Ritorno |
| --------------------- | ------ | ------------ | ------ | ------- |
| Bohemians             | 3-1    | Linfield     | 2-1    | 1-0     |
| St Patrick's Athletic | 6-2    | Sligo Rovers | 4-1    | 2-1     |

## Finale
| Arbitro: | Alan Black |

|  |           |                 |
|  | Marcatori | 24’ Anto Murphy |